# Honoré d’Autun
Honoré d'Autun, magyarosan Autuni Honorius (latinul: Honorius Augustudonensis), (1080 körül – 1154) latin nyelven író középkori német vagy angol származású, a Német-római Birodalom területén működő keresztény teológus, történetíró.

## Élete és munkássága
Talán Dél-Németországban, de elképzelhető, hogy Angliában született 1080 körül. Canterburyi Szent Anzelm tanítványa volt, aki nagy hatást gyakorolt rá. 1097-ben Ratisbonne mellett kolostorba vonult egy Augustoduna nevű helyen. Életének hátralévő részét arra fordította, hogy a klérus számára írt tankönyveket, és összefoglalásokat.
Rendkívül elhivatott volt a tudományok iránt – tőle származik a híres kijelentés, mely szerint „Az ember számára a tudatlanság száműzetés, míg a tudás az otthon”. Számára a tudomány egy vándorút a száműzetésből az otthon felé. Felrúgta a hét szabad művészet ókorból származó elvét, és olyan új tudományágakat kreált, nyolcadik tudományként, mint az orvostudomány, amelyben Hippokratész betegségekről és gyógymódokról szóló tanait ismertette meg az olvasókkal. A kilencedik tudomány számára a mechanika, a tizedik a közgazdaság.
Rengeteg művet hagyott hátra, melyek közül kettő emelkedik ki. Az Elucidarium összefoglalja a teológia rendszerét. Az Imago Mundi földrajzzal és csillagászattal foglalkozik, valamint bemutatja a világ történetét.

## Műveinek listája[1]
- De philosophia mundi
- De solis affectionibus
- De imagine mundi
- Summa totius de omnimoda historia
- De scriptoribus ecclesiasticis
- Hexaemeron
- De decem plagis Aegypti spiritualiter
- Exposotio psalmorum selectorum
- Quastiones et responsiones in Proverbia et Ecclesiasten
- Exposotio in Cantica canticorum
- Sigillum B. Mariae
- Gemma animae
- Sacramentarium
- Speculum Ecclesiae
- Elucidarium
- Liber duodecim quaestionum
- Libellus octo quaestionum
- Inevitabile sive Dialogus de libero arbitrio
- Scala coeli maior
- Scala coeli minor
- De anima exsilio et patria
- De vita claustrali
- Eucharisticon
- Summa gloria de Apostolico et Augusto

## Fordítás
- Ez a szócikk részben vagy egészben  a   Honorius Augustodunensis című angol Wikipédia-szócikk ezen változatának fordításán alapul.  Az eredeti cikk szerkesztőit annak laptörténete sorolja fel. Ez a jelzés csupán a megfogalmazás eredetét és a szerzői jogokat jelzi, nem szolgál a cikkben szereplő információk forrásmegjelöléseként.

## Magyar nyelvű forrás
- Fináczy Ernő:  A középkori nevelés története. – Vezérfonal egyetemi előadásokhoz – Budapest (1914; 1926; 1985). ISBN 963 02 3492 0